# Discografia di Bruce Springsteen
Questa voce contiene la discografia di Bruce Springsteen, cantautore statunitense.
Springsteen ha realizzato il suo primo lavoro nel 1973 e da allora ha pubblicato 21 album di inediti registrati in studio oltre a un gran numero di raccolte e dischi dal vivo.
Ha ottenuto un grande successo commerciale tra gli anni settanta e gli anni ottanta con album come Born to Run del 1975, The River del 1980 e soprattutto con l'affermazione mondiale di Born in the U.S.A. del 1984 che risulta uno dei dischi più venduti di tutti i tempi con circa 30 milioni di copie. Negli anni duemila è nuovamente tornato in testa alle classifiche di vendita di molti paesi con l'album The Rising e con i dischi prodotti negli anni seguenti.
High Hopes è stato il suo 11º album a raggiungere la testa della classifica di Billboard ponendo Springsteen al terzo posto della speciale graduatoria degli artisti con più dischi al primo posto, al pari di Elvis Presley e dopo i Beatles (con 19 album) e Jay-Z (con 13). Analogamente Springsteen ha raggiunto la prima posizione della classifica britannica per 10 volte dietro solo ai Beatles (con 15), Madonna (con 12) e Elvis Presley e Robbie Williams (entrambi con 11).
In più di quarant'anni di carriera ha venduto circa 65 milioni di dischi nel suo paese e, secondo alcune stime, circa 120 milioni nel mondo.

## Album

### Album in studio
| 1973 | Greetings from Asbury Park, N.J. - Pubblicazione: 5 gennaio 1973 - Etichetta: Columbia Records               | —  | 71 | —  | —  | —  | —  | —  | — | —  | —  | 35 | 41 | 60 | - AU: Oro - UK: Argento - US: 2 volte Platino                                                                                           |
| 1973 | The Wild, the Innocent & the E Street Shuffle - Pubblicazione: 5 novembre 1973 - Etichetta: Columbia Records | —  | 60 | —  | —  | —  | —  | —  | — | —  | —  | 34 | 33 | 59 | - AU: Oro - UK: Argento - US: 2 volte Platino                                                                                           |
| 1975 | Born to Run - Pubblicazione: 25 agosto 1975 - Etichetta: Columbia Records                                    | —  | 7  | 31 | —  | —  | 20 | —  | 7 | 26 | 28 | 7  | 17 | 3  | - AU: 2 volte Platino - CA: 2 volte Platino - NL: Oro - NZ: Platino - UK: Platino - US: 6 volte Platino                                 |
| 1978 | Darkness on the Edge of Town - Pubblicazione: 2 giugno 1978 - Etichetta: Columbia Records                    | —  | 9  | 7  | —  | —  | 75 | —  | 4 | 12 | 11 | 9  | 14 | 5  | - AU: Platino - CA: Platino - NL: Oro - NZ: Oro - UK: Oro - US: 3 volte Platino                                                         |
| 1980 | The River - Pubblicazione: 10 ottobre 1980 - Etichetta: Columbia Records                                     | —  | 8  | 1  | 36 | 31 | 65 | 23 | 2 | 1  | 2  | 2  | 2  | 1  | - AU: 3 volte Platino - CA: 2 volte Platino - DE: Oro - NZ: 2 volte Platino - UK: Platino - US: 5 volte Platino                         |
| 1982 | Nebraska - Pubblicazione: 20 settembre 1982 - Etichetta: Columbia Records                                    | —  | 8  | 3  | —  | 37 | 78 | —  | 7 | 3  | 3  | 2  | 3  | 3  | - AU: Platino - CA: Oro - NZ: Platino - UK: Argento - US: Platino                                                                       |
| 1984 | Born in the U.S.A. - Pubblicazione: 4 giugno 1984 - Etichetta: Columbia Records                              | 1  | 1  | 1  | 1  | 1  | 13 | 2  | 1 | 1  | 1  | 1  | 1  | 1  | - AU: 13 volte Platino - CA: 10 volte Platino - DE: 2 volte Platino - NZ: 16 volte Platino - UK: 3 volte Platino - US: 15 volte Platino |
| 1987 | Tunnel of Love - Pubblicazione: 9 ottobre 1987 - Etichetta: Columbia Records                                 | 6  | 5  | 1  | 2  | 3  | 55 | 1  | 4 | 1  | 6  | 1  | 1  | 1  | - AU: Platino - CA: 3 volte Platino - DE: Oro - NL: 2 volte Platino - NZ: Platino - SE: Platino - UK: Platino - US: 3 volte Platino     |
| 1992 | Human Touch - Pubblicazione: 31 marzo 1992 - Etichetta: Columbia Records                                     | 1  | 3  | 2  | 1  | 2  | —  | 1  | 3 | 1  | 5  | 1  | 1  | 2  | - AU: Oro - CA: 2 volte Platino - DE: Oro - SE: Platino - UK: Argento - US: Platino                                                     |
| 1992 | Lucky Town - Pubblicazione: 31 marzo 1992 - Etichetta: Columbia Records                                      | 2  | 6  | 3  | 2  | 4  | —  | 2  | 7 | 2  | 6  | 3  | 2  | 3  | - AU: Oro - CA: 2 volte Platino - DE: Oro - NZ: Oro - SE: Platino - UK: Argento - US: Platino                                           |
| 1995 | The Ghost of Tom Joad - Pubblicazione: 21 novembre 1995 - Etichetta: Columbia Records                        | 13 | 27 | 15 | 8  | 22 | —  | 1  | — | 4  | —  | 3  | 16 | 11 | - CA: Oro - UK: Argento - US: Oro |
| 2002 | The Rising - Pubblicazione: 30 luglio 2002 - Etichetta: Columbia Records                                     | 2  | 4  | 1  | 2  | 1  | 2  | 1  | — | 1  | —  | 1  | 1  | 1  | - CA: Oro - UK: Oro - US: 2 volte Platino                                                                                               |
| 2005 | Devils & Dust - Pubblicazione: 26 aprile 2005 - Etichetta: Columbia Records                                  | 1  | 10 | 2  | 1  | 1  | 1  | 1  | — | 2  | —  | 1  | 1  | 1  | - CA: Platino - UK: Oro - US: Oro |
| 2006 | We Shall Overcome: The Seeger Sessions - Pubblicazione: 25 aprile 2006 - Etichetta: Columbia Records         | 3  | 21 | 3  | 5  | 5  | 2  | 1  | — | 1  | —  | 1  | 3  | 3  | - CA: Oro - US: Oro |
| 2007 | Magic - Pubblicazione: 2 ottobre 2007 - Etichetta: Columbia Records                                          | 1  | 2  | 1  | 4  | 3  | 1  | 1  | — | 1  | —  | 1  | 1  | 1  | - UK: Oro - US: Platino |
| 2009 | Working on a Dream - Pubblicazione: 27 gennaio 2009 - Etichetta: Columbia Records                            | 1  | 3  | 1  | 1  | 1  | 1  | 1  | — | 1  | —  | 1  | 1  | 1  | - CA: Platino - UK: Oro - US: Oro |
| 2012 | Wrecking Ball - Pubblicazione: 19 gennaio 2012 - Etichetta: Columbia Records                                 | 1  | 2  | 3  | 1  | 1  | 1  | 1  | — | 1  | —  | 1  | 1  | 1  | - AU: Oro - CA: Oro - DE: Platino - SE: Platino                                                                                         |
| 2014 | High Hopes - Pubblicazione: 14 gennaio 2014 - Etichetta: Columbia Records                                    | 2  | 1  | 1  | 1  | 1  | 1  | 1  | 1 | 1  | 1  | 1  | 1  | 1  | - IE: Oro - NZ: Oro - UK: Oro |
| 2019 | Western Stars - Pubblicazione: 14 giugno 2019 - Etichetta: Columbia Records                                  |    |    |    |    |    |    |    |   |    |    |    |    |    | |
| 2020 | Letter to You - Pubblicazione:23 ottobre 2020 - Etichetta: Columbia Records                                  |    |    |    |    | 2  |    | 1  |   |    |    |    | 1  |    | |
| 2022 | Only the Strong Survive - Pubblicazione: 11 novembre 2022 - Etichetta: Columbia Records                      |    |    |    |    |    |    |    |   |    |    |    |    |    | |
| "—" indica che l'album non è entrato in classifica in quel paese; "ND" indica che i dati non sono disponibili | |    |    |    |    |    |    |    |   |    |    |    |    |    | |

### Album dal vivo
| 1986 | Live/1975-85 - Pubblicazione: 10 novembre 1986 - Etichetta: Columbia                                          | 8  | 3  | 1  | 6  | 8  | 63 | 8  | 1  | 3 | 11 | 2  | 4  | 1   | - DE: Oro - NL: Platino - NZ: Oro - SWE: Oro - UK: Oro - US: 13 volte Platino |
| 1993 | In Concert MTV Plugged - Pubblicazione: 13 aprile 1993 - Etichetta: Columbia                                  | 15 | —  | —  | 8  | 19 | —  | 8  | 4  | 3 | —  | 14 | 4  | 189 | - UK: Oro                                                                     |
| 2001 | Live in New York City - Pubblicazione: 27 Marzo 2001 - Etichetta: Columbia                                    | 10 | 30 | 19 | 13 | 9  | 22 | 1  | 31 | 3 | —  | 3  | 12 | 5   | - UK: Argento - US: Platino                                                   |
| 2006 | Hammersmith Odeon London '75 - Pubblicazione: 28 febbraio 2006 - Etichetta: Columbia                          | 71 | —  | 71 | —  | 74 | 24 | 37 | 50 | 9 | —  | 42 | 33 | 93  | —                                                                             |
| 2007 | Bruce Springsteen with the Sessions Band: Live in Dublin - Pubblicazione: 5 giugno 2007 - Etichetta: Columbia | 20 | 40 | 31 | 28 | 11 | 1  | 4  | 4  | 2 | 11 | 2  | 21 | 23  | - IE: Platino - US: Oro                                                       |
| 2018 | Springsteen on Broadway - Pubblicazione: 14 dicembre 2018 - Etichetta: Columbia                               | 1  | 6  | 36 | 2  | 7  | —  | 2  | 2  | 8 | 12 | 4  | 6  | 11  | - UK: Argento                                                                 |
| 2021 | The Legendary 1979 No Nukes Concerts - Pubblicazione: 19 novembre 2021 - Etichetta: Columbia                  |    |    |    |    |    |    |    |    |   |    |    |    |     |                                                                               |
| "—" indica che l'album non è entrato in classifica in quel paese; "ND" indica che i dati non sono disponibili | |    |    |    |    |    |    |    |    |   |    |    |    |     |                                                                               |

### Raccolte discografiche
| 1995 | Greatest Hits - Raccolta con inediti - Pubblicazione: 28 febbraio 1995 - Etichetta: Columbia - Formato: CD, LP, MC           | 1  | 1  | 1  | 1  | 1  | 5 | ND | —  | 1 | —  | 1  | 1  | 1  | - CA: 4 volte Platino - UK: 2 volte Platino - US: 4 volte Platino |
| 1998 | Tracks - Raccolta di inediti - Pubblicazione: 10 novembre 1998 - Etichetta: Columbia - Formato: 4 CD, 4 MC                   | —  | 97 | —  | 11 | 63 | — | ND | —  | 4 | —  | 11 | 50 | 27 | - CA: Oro - US: Platino                                           |
| 1999 | 18 Tracks - Raccolta di inediti - Pubblicazione: 13 aprile 1999 - Etichetta: Columbia - Formato: CD, 2 LP, MC                | 3  | 98 | 58 | 11 | 8  | — | ND | —  | 2 | —  | 1  | 23 | 64 |                                                                   |
| 2003 | The Essential - Pubblicazione: 11 novembre 2003 - Etichetta: Columbia - Formato: 2 CD , 3 CD (edizione limitata con inediti) | 12 | 43 | —  | 35 | —  | 5 | 8  | —  | 4 | —  | 2  | 28 | 14 | - US: 2 volte Platino                                             |
| 2009 | Greatest Hits - Pubblicazione: 13 gennaio 2009 (Stati Uniti) 1º giugno 2009 (Europa) - Etichetta: Columbia                   | 7  | —  | 21 | 12 | 25 | 2 | 17 | —  | 3 | —  | 1  | 3  | 43 |                                                                   |
| 2010 | The Promise - Raccolta di inediti - Pubblicazione: 16 novembre 2010 - Etichetta: Columbia                                    | 5  | 22 | —  | 9  | 1  | — | 4  | —  | — | —  | 1  | 7  | 16 |                                                                   |
| 2013 | Collection: 1973-2012 - Pubblicazione: 15 aprile 2013 - Etichetta: Columbia                                                  | —  | 6  | —  | —  | 23 | 2 | 11 | 78 | 1 | 19 | 6  | —  | —  |                                                                   |
| 2016 | Chapter and Verse - Raccolta con inediti - Pubblicazione: 23 settembre 2016 - Etichetta: Columbia                            | —  | —  | —  | —  | —  | — | —  | —  | — | —  | —  | —  | 5  |                                                                   |
| 2024 | Best of Bruce Springsteen |    |    |    |    |    |   |    |    |   |    |    |    |    |                                                                   |
| "—" indica che l'album non è entrato in classifica in quel paese; "ND" indica che i dati non sono disponibili | |    |    |    |    |    |   |    |    |   |    |    |    |    |                                                                   |

## Cofanetti
| 1985 | The Born in the U.S.A. 12" Single Collection - Pubblicazione: 1985 (solo Regno Unito) - Etichetta: CBS Records - Formato: 4 maxi singoli 12", 45 giri                                       | —  | — | — | —  | —  | —  | —  | —  | —  | — | —  | —   | —  |           |
| 2005 | Born to Run: 30th Anniversary Edition - Pubblicazione: 15 novembre 2005 - Etichetta: Columbia - Formato: CD + 2DVD                                                                          | —  | — | — | —  | —  | 40 | 15 | —  | 13 | — | 7  | 63  | 18 | - IE: Oro |
| 2010 | The Collection 1973–1984 - Pubblicazione: 13 agosto 2010 - Etichetta: Columbia - Formato: 8 CD                                                                                              | —  | — | — | —  | 15 | 19 | 84 | 47 | 13 | — | 59 | 35  | —  |           |
| 2010 | The Promise: The Darkness on the Edge of Town Story - Pubblicazione: 16 novembre 2010 - Etichetta: Columbia - Formato: 3 CD + 3 DVD, 3 CD + 3 BD                                            | —  | — | — | —  | —  | —  | —  | —  | —  | — | —  | —   | 27 |           |
| 2014 | The Album Collection Vol. 1, 1973–1984 - Riedizione di album in versione rimasterizzata - Pubblicazione: 17 novembre 2014 - Etichetta: Sony Legacy - Formato: 8 CD, 8 LP, download digitale | —  | — | — | —  | 34 | 95 | 46 | 78 | 38 | — | 32 | 128 | 82 |           |
| 2015 | The Ties That Bind: The River Collection - Pubblicazione: 4 dicembre 2015 - Etichetta: Columbia - Formato: 4 CD + 3 DVD, 4CD + 2 BD                                                         | 39 | — | — | 20 | 12 | 24 | 14 | 14 | 8  | — | 5  | 49  | 31 |           |
| 2018 | The Album Collection Vol. 2, 1987–1996 - Pubblicazione: 18 maggio 2018 - Etichetta: Columbia - Formato: 10 LP                                                                               | —  | — | — | —  | —  | —  | —  | —  | —  | — | —  | —   | —  |           |
| 2020 | Darkness on the Edge of Town Tour 1978 Vol. 1 - Pubblicazione: 18 dicembre 2020 - Etichetta: nugs.net - Formato: 24 CD                                                                      | —  | — | — | —  | —  | —  | —  | —  | —  | — | —  | —   | —  |           |
| "—" indica che l'album non è entrato in classifica in quel paese; "ND" indica che i dati non sono disponibili | |    |   |   |    |    |    |    |    |    |   |    |     |    |           |

## Bruce Springsteen Archive Series
Nella primavera del 2014 Bruce Springsteen iniziò a rendere disponibili sul suo sito web le registrazioni dei concerti del High Hopes Tour in corso di svolgimento in quel periodo. Terminata la tournée, con l'apertura del suo negozio on-line sul sito web http://live.brucespringsteen.net, nel novembre dello stesso anno il cantautore iniziò a distribuire le registrazioni restaurate e digitalizzate di alcuni vecchi e storici concerti, noti ai suoi fan solo tramite bootleg o registrazioni pirata di bassa qualità. L'iniziativa, denominata Bruce Springsteen Archive Series, permette con uscite a cadenza pressoché mensile, di acquistare i concerti come download digitale in vari formati (MP3, lossless con qualità CD-Audio e in alta definizione a 24 bit/192 kHz) oppure come tradizionali album in formato CD. Le registrazioni di tutti i concerti realizzati a partire dal 2014 sono stati resi disponibili sul negozio on-line.
| Titolo                                                    | Data di pubblicazione | Registrazione                                                         | Tournée                                     |
| --------------------------------------------------------- | --------------------- | --------------------------------------------------------------------- | ------------------------------------------- |
| Apollo Theater 3/09/12                                    | 14 novembre 2014      | Apollo Theater, New York, 9 marzo 2012                                | Wrecking Ball World Tour                    |
| The Agora, Cleveland 1978                                 | 23 dicembre 2014      | Agora Theatre and Ballroom, Cleveland, 9 agosto 1978                  | Darkness Tour                               |
| Tower Theater, Philadelphia 1975                          | 10 febbraio 2015      | Tower Theater, Upper Darby, 31 dicembre 1975                          | Born to Run Tours                           |
| Nassau Coliseum, New York 1980                            | 25 marzo 2015         | Nassau Veterans Memorial Coliseum, Uniondale, 31 dicembre 1980        | The River Tour                              |
| Brendan Byrne Arena, New Jersey 1984                      | 13 maggio 2015        | Brendan Byrne Arena, The Meadowlands, East Rutherford, 5 agosto 1984  | Born in the U.S.A. Tour                     |
| LA Sports Arena, California 1988                          | 8 luglio 2015         | Los Angeles Memorial Sports Arena, Los Angeles, 23 aprile 1988        | Tunnel of Love Express Tour                 |
| Schottenstein Center, Ohio 2005                           | 25 settembre 2015     | Jerome Schottenstein Center, Columbus, 31 luglio 2005                 | Devils & Dust Tour                          |
| Ippodromo delle Capannelle, Rome 2013                     | 11 dicembre 2015      | Ippodromo delle Capannelle, Roma, 11 luglio 2013                      | Wrecking Ball World Tour                    |
| Arizona State University, Tempe 1980                      | 24 dicembre 2015      | Arizona State University Activity Center, Tempe, 5 novembre 1980      | The River Tour                              |
| The Christic Shows November 16 & 17, 1990                 | 1 giugno 2016         | Shrine Auditorium, Los Angeles, 16 e 17 novembre 1990                 | Concerto a favore di The Christic Institute |
| HSBC Arena, Buffalo, NY 11/22/09 (Merry Christmas, baby!) | 24 dicembre 2016      | HSBC Arena, Buffalo, 22 novembre 2009                                 | Working on a Dream Tour                     |
| Scottrade Center, St. Louis 8/23/08                       | 17 aprile 2017        | Scottrade Center, Saint Louis, 23 agosto 2008                         | Magic Tour                                  |
| Olympiastadion, Helsinki July 31, 2012                    | 23 maggio 2017        | Stadio Olimpico, Helsinki, 31 luglio 2012                             | Wrecking Ball World Tour                    |
| Wachovia Spectrum, Philadelphia, PA 10/20/09              | 14 luglio 2017        | Wachovia Spectrum, Filadelfia, 20 ottobre 2009                        | Working on a Dream Tour                     |
| Palace Theatre, Albany 1977                               | 4 agosto 2017         | Palace Theatre, Albany, 7 febbraio 1977                               | Born to Run Tours                           |
| Auditorium Theatre, Rochester, NY 1977                    | 4 agosto 2017         | Auditoriom Theatre, Rochester, 8 febbraio 1977                        | Born to Run Tours                           |
| King's Hall, Belfast, March 19, 1996                      | 8 settembre 2017      | King's Hall, Belfast, 8 settembre 1996                                | Solo Acoustic Tour                          |
| The Summit, Houston, TX December 8, 1978                  | 20 settembre 2017     | The Summit, Houston, 8 dicembre 1978                                  | Darkness Tour                               |
| Madison Square Garden, New York, 07/01/2000               | 6 ottobre 2017        | Madison Square Garden, New York, 1 luglio 2000                        | Reunion Tour                                |
| Stockholm Stadion, Sweden 1988                            | 3 novembre 2017       | Stockholms Olympiastadion, Stoccolma, 3 luglio 1988                   | Tunnel of Love Express Tour                 |
| Fair Ground Race Course, New Orleans April 30, 2006       | 1º dicembre 2017      | Fair Grounds Race Course, New Orleans, 30 aprile 2006                 | Seeger Sessions Band Tour                   |
| Capitol Theatre, Passaic, NJ, September 20, 1978          | 22 dicembre 2017      | Capitol Theatre, Passaic, 20 settembre 1978                           | Darkness Tour                               |
| Brendan Byrne Arena, New Jersey, June 24, 1993            | 5 gennaio 2018        | Brendan Byrne Arena, The Meadowlands, East Rutherford, 24 giugno 1993 | Bruce Springsteen 1992-1993 World Tour      |
| Van Andel Arena, Michigan 2005                            | 2 febbraio 2018       | Van Andel Arena, Grand Rapids, 3 agosto 2005                          | Devils & Dust Tour                          |
| Brendan Byrne Arena, NJ, August 20, 1984                  | 2 marzo 2018          | Brendan Byrne Arena, The Meadowlands, East Rutherford, 20 agosto 1984 | Born in the U.S.A. Tour                     |
| TD Banknorth Garden, Boston 11/19/07                      | 6 aprile 2018         | TD Banknorth Garden, Boston, 19 novembre 2007                         | Magic Tour                                  |
| Freehold, NJ 1996 Saint Rose of Lima School Gym           | 4 maggio 2018         | Saint Rose of Lima School, Freehold, 8 novembre 1996                  | Solo Acoustic Tour                          |
| MSG Nov. 08, 2009                                         | 1 giugno 2018         | Madison Square Garden, New York, 8 novembre 2009                      | Working on a Dream Tour                     |
| The Roxy, July 7, 1978                                    | 6 luglio 2018         | The Roxy Theatre, West Hollywood, 7 luglio 1978                       | Darkness Tour                               |
| Wembley Arena June 5, 1981                                | 3 agosto 2018         | Wembley Arena, Londra, 5 giugno 1981                                  | The River Tour                              |
| Chicago September 30, 1999                                | 7 settembre 2018      | United Center, Chicago, 30 settembre 1999                             | Reunion Tour                                |
| Helsinki June 16, 2003                                    | 5 ottobre 2018        | Olympiastadion, Helsinki, 16 giugno 2003                              | The Rising Tour                             |
| Leeds July 24, 2013                                       | 9 novembre 2018       | First Direct Arena, Leeds, 24 luglio 2013                             | Wrecking Ball World Tour                    |
| The Roxy 1975                                             | 7 dicembre 2018       | The Roxy Theatre, West Hollywood, 18 ottobre 1975                     | Born to Run Tours                           |
| No Nukes 1979                                             | 24 dicembre 2018      | Madison Square Garden, New York, 21 e 22 settembre 1979               | No Nukes                                    |
| Madison Square Garden 1988                                | 11 gennaio 2019       | Madison Square Garden, New York, 23 maggio 1988                       | Tunnel of Love Express Tour                 |
| St. Pete Times Forum, Tampa, FL, April 22, 2008           | 1 febbraio 2019       | St. Pete Times Forum, Tampa, 22 aprile 2008                           | Magic Tour                                  |
| Sovereign Bank Arena, Trenton, NJ 2005                    | 1 marzo 2019          | Sovereign Bank Arena, Trenton, 22 novembre 2005                       | Devils & Dust Tour                          |
| Los Angeles Memorial Coliseum Sept 27, 1985               | 5 aprile 2019         | Los Angeles Memorial Coliseum, Los Angeles, 27 settembre 1985         | Born in the U.S.A. Tour                     |
| Meadowlands July 25, 1992                                 | 3 maggio 2019         | Brendan Byrne Arena, The Meadowlands, East Rutherford, 25 luglio 1992 | Bruce Springsteen 1992-1993 World Tour      |
| East Rutherford, NJ 09.22.12                              | 7 giugno 2019         | MetLife Stadium, East Rutherford, 22 settembre 2012                   | Wrecking Ball World Tour                    |
| Nassau Coliseum, New York, 12/29/80                       | 5 luglio 2019         | Nassau Veterans Memorial Coliseum, Uniondale, 29 dicembre 1980        | The River Tour                              |
| Nassau Coliseum, New York, 12/31/1980 Remix               | 5 luglio 2019         | Nassau Veterans Memorial Coliseum, Uniondale, 31 dicembre 1980        | The River Tour                              |
| Bridge School, October 13, 1986                           | 8 agosto 2019         | Shoreline Amphitheatre, Mountain View, 13 ottobre 1986                | Bridge School Benefit                       |
| Capitol Theatre, Passaic, NJ, September 19, 1978          | 9 settembre 2019      | Capitol Theatre, Passaic, 19 settembre 1978                           | Darkness Tour                               |
| Los Angeles October 23, 1999                              | 11 ottobre 2019       | Staples Center, Los Angeles, 23 ottobre 1999                          | Reunion Tour                                |
| Asbury Park 11/24/96                                      | 1 novembre 2019       | Paramount Theatre, Asbury Park, 24 novembre 1996                      | Solo Acoustic Tour                          |
| Winterland 12/15/78                                       | 20 dicembre 2019      | Winterland Ballroom, San Francisco, 15 dicembre 1978                  | Darkness Tour                               |
| Winterland 12/16/78                                       | 20 dicembre 2019      | Winterland Ballroom, San Francisco, 16 dicembre 1978                  | Darkness Tour                               |
| Nassau Coliseum 05.04.09                                  | 7 febbraio 2020       | Nassau Veterans Memorial Coliseum, Uniondale, 4 maggio 2009           | Working on a Dream Tour                     |
| Joe Louis Arena, Detroit 1988                             | 6 marzo 2020          | Joe Louis Arena, Detroit, 28 marzo 1988                               | Tunnel of Love Express Tour                 |
| Gothenburg July 28, 2012                                  | 3 aprile 2020         | Ullevi, Göteborg, 28 luglio 2012                                      | Wrecking Ball World Tour                    |
| Brendan Byrne Arena 1981                                  | 1 maggio 2020         | Brendan Byrne Arena, The Meadowlands, East Rutherford, 9 luglio 1981  | The River Tour                              |
| Stockholm 2005                                            | 12 giugno 2020        | Hovet, Stoccolma, 25 giugno 2005                                      | Devils & Dust Tour                          |
| First Union Center, Philadelphia September 25, 1999       | 3 luglio 2020         | First Union Center, Filadelfia, 25 settembre 1999                     | Reunion Tour                                |
| Wembley Arena, Novembre 11, 2006                          | 21 agosto 2020        | Wembley Arena, Londra, 11 novembre 2006                               | Seeger Sessions Band Tour                   |
| Brendan Byrne Arena, August 6, 1984                       | 18 settembre 2020     | Brendan Byrne Arena, The Meadowlands, East Rutherford, 6 agosto 1984  | Born in the U.S.A. Tour                     |
| September 30, 1978                                        | 9 ottobre 2020        | Fox Theatre, Atlanta, 30 settembre 1978                               | Darkness Tour                               |
| Greensboro, North Carolina April 28, 2008                 | 6 novembre 2020       | Greensboro Coliseum, Greensboro, 28 aprile 2008                       | Magic Tour                                  |
| London 11/24/75                                           | 4 dicembre 2020       | Hammersmith Odeon, Londra, 24 novembre 1975                           | Born to Run Tours                           |
| St. Paul, MN, Nov 12, 2012                                | 8 gennaio 2021        | Xcel Energy Center, Saint Paul, 12 novembre 2012                      | Wrecking Ball World Tour                    |
| Nice, France 1997                                         | 5 febbraio 2021       | Palais des congrès Acropolis, Nizza, 18 maggio 1997                   | Solo Acoustic Tour                          |
| Madison Square Garden, New York 06/27/2000                | 12 marzo 2021         | Madison Square Garden, New York, 27 giugno 2000                       | Reunion Tour                                |
| Los Angeles, April 1988                                   | 2 aprile 2021         | Los Angeles Memorial Sports Arena, Los Angeles, 28 aprile 1988        | Tunnel of Love Express Tour                 |
| Boston 12/13/92                                           | 7 maggio 2021         | Boston Garden, Boston, 13 dicembre 1992                               | Bruce Springsteen 1992-1993 World Tour      |
| Berkeley, July 1, 1978                                    | 18 giugno 2021        | Berkeley Community Theatre, Berkeley, 1 luglio 1978                   | Darkness Tour                               |
| Giants Stadium, NJ, August 22, 1985                       | 23 luglio 2021        | Giants Stadium, East Rutherford, 22 agosto 1985                       | Born in the U.S.A. Tour                     |
| Aug 15 2012, Boston, MA                                   | 6 agosto 2021         | Fenway Park, Boston, 15 agosto 2012                                   | Wrecking Ball World Tour                    |
| Tower Theatre 2005                                        | 4 settembre 2021      | Tower Theatre, Upper Darby, 17 maggio 2005                            | Devils & Dust Tour                          |
| Conseco Fieldhouse, Indianapolis, march 20, 2008          | 22 ottobre 2021       | Conseco Fieldhouse, Indianapolis, 20 marzo 2008                       | Magic Tour                                  |
| Nassau Coliseum, Dec 28, 1980                             | 3 dicembre 2021       | Nassau Veterans Memorial Coliseum, Uniondale, 28 dicembre 1980        | The River Tour                              |
| Arrowhead Pond of Anaheim, CA 05/22/00                    | 7 gennaio 2022        | Arrowhead Pond, Anaheim, 22 maggio 2000                               | Reunion Tour                                |
| Tower Theatre 1995                                        | 4 febbraio 2022       | Tower Theatre, Upper Darby, 9 dicembre 1995                           | Solo Acoustic Tour                          |
| Cleveland 11.10.09                                        | 4 marzo 2022          | Quicken Loans Arena, Cleveland, 10 novembre 2009                      | Working on a Dream Tour                     |
| Waldbühne, Berlin Germany May 14, 1993                    | 1 aprile 2022         | Waldbühne, Berlino, 14 maggio 1993                                    | Bruce Springsteen 1992-1993 World Tour      |
| MSG 05/16/88                                              | 6 maggio 2022         | Madison Square Garden, New York, 16 maggio 1988                       | Tunnel of Love Express Tour                 |
| July 4/5, 2012 Paris                                      | 1 luglio 2022         | Palazzo dello Sport di Parigi-Bercy, Parigi, 4 e 5 luglio 2012        | Wrecking Ball World Tour                    |

## Extended play
| Anno | Titolo                                                                       | Massima pos. in classifica | Massima pos. in classifica | Certificazioni |
| Anno | Titolo                                                                       | UK                         | US                         | Certificazioni |
| --- | ---------------------------------------------------------------------------- | -------------------------- | -------------------------- | -------------- |
| 1986 | Live Collection - Uscita: dicembre 1986 - Etichetta: Sony                    | —                          | —                          |                |
| 1987 | Live Collection II - Uscita: 1987 - Etichetta: Sony                          |                            |                            |                |
| 1988 | Chimes of Freedom - Uscita: 5 maggio 1988 - Etichetta: Columbia              | —                          | —                          | - CA: Oro      |
| 1996 | Blood Brothers - Uscita: 19 novembre 1996 - Etichetta: Columbia              | —                          | —                          |                |
| 2007 | PBS Exclusive - Uscita 25 aprile 2007 - Etichetta: Columbia                  | —                          | —                          |                |
| 2008 | Girls in their Summer Clothes - Uscita 15 gennaio 2008 - Etichetta: Columbia |                            |                            |                |
| 2008 | Magic Tour Highlights - Uscita 15 luglio 2008 - Etichetta: Columbia          | —                          | 48                         |                |
| 2010 | Wrecking Ball (Live) - Uscita 27 aprile 2010 - Etichetta: Columbia           |                            |                            |                |
| 2011 | Live from the Carousel - Uscita 16 aprile 2011 - Etichetta: Columbia         | —                          | —                          |                |
| 2014 | American Beauty - Uscita 19 aprile 2014 - Etichetta: Columbia                | 124                        | 31                         |                |
| "—" indica che l'album non è entrato in classifica in quel paese; "ND" indica che i dati non sono disponibili |                                                                              |                            |                            |                |

## Singoli
| Anno | Titolo                        | Massima posizione in classifica | Massima posizione in classifica | Massima posizione in classifica | Massima posizione in classifica | Massima posizione in classifica | Massima posizione in classifica | Massima posizione in classifica | Massima posizione in classifica | Massima posizione in classifica | Massima posizione in classifica | Massima posizione in classifica | Massima posizione in classifica | Massima posizione in classifica | Massima posizione in classifica | Massima posizione in classifica | Certificazioni | Album                            |
| Anno | Titolo                        | AT                              | AU                              | CA                              | CH                              | DE                              | IE                              | IT                              | NL                              | NO                              | NZ                              | SE                              | UK                              | US                              | US Rock                         | US AC                           | Certificazioni | Album                            |
| --- | ----------------------------- | ------------------------------- | ------------------------------- | ------------------------------- | ------------------------------- | ------------------------------- | ------------------------------- | ------------------------------- | ------------------------------- | ------------------------------- | ------------------------------- | ------------------------------- | ------------------------------- | ------------------------------- | ------------------------------- | ------------------------------- | -------------- | -------------------------------- |
| 1973 | Blinded by the Light          | —                               | —                               | —                               | —                               | —                               | —                               | —                               | —                               | —                               | —                               | —                               | —                               | —                               | —                               | —                               |                | Greetings from Asbury Park, N.J. |
| 1973 | Spirit in the Night           | —                               | —                               | —                               | —                               | —                               | —                               | —                               | —                               | —                               | —                               | —                               | —                               | —                               | —                               | —                               |                | Greetings from Asbury Park, N.J. |
| 1975 | Born to Run                   | —                               | —                               | —                               | —                               | —                               | —                               | 5                               | 17                              | —                               | —                               | 38                              | —                               | 23                              | —                               | —                               |                | Born to Run                      |
| 1976 | Tenth Avenue Freeze-Out       | —                               | —                               | —                               | —                               | —                               | —                               | —                               | —                               | —                               | —                               | —                               | —                               | 83                              | —                               | —                               |                | Born to Run                      |
| 1978 | Prove It All Night            | —                               | —                               | —                               | —                               | —                               | —                               | —                               | —                               | —                               | —                               | 90                              | —                               | 33                              | —                               | —                               |                | Darkness on the Edge of Town     |
| 1978 | Badlands                      | —                               | —                               | —                               | —                               | —                               | —                               | —                               | —                               | —                               | —                               | —                               | —                               | 42                              | —                               | —                               |                | Darkness on the Edge of Town     |
| 1978 | The Promised Land             | —                               | —                               | —                               | —                               | —                               | —                               |                                 | —                               | —                               | —                               | —                               | —                               | —                               | —                               | —                               |                | Darkness on the Edge of Town     |
| 1980 | Hungry Heart                  | 11                              | 33                              | —                               | —                               | —                               | —                               | —                               | —                               | —                               | —                               | 17                              | 44                              | 5                               | —                               | —                               |                | The River                        |
| 1981 | Fade Away                     | —                               | —                               | —                               | —                               | —                               | —                               | —                               | —                               | —                               | —                               | —                               | —                               | 20                              | 14                              | —                               |                | The River                        |
| 1981 | Sherry Darling                | —                               | —                               | —                               | —                               | —                               | —                               |                                 | —                               | —                               | —                               | —                               | —                               | —                               | —                               | —                               |                | The River                        |
| 1981 | The River                     | —                               | —                               | —                               | —                               | —                               | 24                              | —                               | 25                              | 5                               | —                               | 10                              | 35                              | —                               | —                               | —                               |                | The River                        |
| 1981 | Cadillac Ranch                | —                               | —                               | —                               | —                               | —                               | —                               | —                               | —                               | —                               | —                               | —                               | —                               | —                               | 48                              | —                               |                | The River                        |
| 1982 | Atlantic City                 | —                               | —                               | —                               | —                               | —                               | —                               | —                               | —                               | —                               | —                               | —                               | —                               | —                               | 10                              | —                               |                | Nebraska                         |
| 1982 | Open All Night                | —                               | —                               | —                               | —                               | —                               | —                               | —                               | —                               | —                               | —                               | —                               | —                               | —                               | 22                              | —                               |                | Nebraska                         |
| 1984 | Dancing in the Dark           | —                               | 5                               | —                               | —                               | —                               | 2                               | 12                              | 2                               | 7                               | —                               | 2                               | 4                               | 2                               | 1                               | —                               | *US: Platino   | Born in the U.S.A.               |
| 1984 | Cover Me                      | —                               | 17                              | —                               | —                               | —                               | 6                               | —                               | —                               | —                               | —                               | 15                              | 16                              | 7                               | 2                               | —                               | *US: Oro       | Born in the U.S.A.               |
| 1984 | Born in the U.S.A.            | 13                              | 2                               | —                               | —                               | 16                              | 1                               | 20                              | 5                               | 20                              | —                               | 11                              | 5                               | 9                               | 8                               | —                               | *US: Oro       | Born in the U.S.A.               |
| 1984 | I'm on Fire                   | 10                              | 12                              | —                               | 15                              | 16                              | 1                               | 21                              | 1                               | —                               | —                               | 20                              | 5                               | 6                               | 4                               | 6                               |                | Born in the U.S.A.               |
| 1985 | Glory Days                    | 25                              | 29                              | —                               | 19                              | 27                              | 3                               | 27                              | 16                              | —                               | —                               | 20                              | 17                              | 5                               | 3                               | —                               |                | Born in the U.S.A.               |
| 1985 | I'm Goin' Down                | —                               | 41                              | —                               | —                               | 61                              | —                               | 29                              | —                               | —                               | —                               | 13                              | —                               | 9                               | 9                               | —                               |                | Born in the U.S.A.               |
| 1985 | My Hometown                   | —                               | 47                              | —                               | —                               | —                               | 6                               | 26                              | 24                              | —                               | —                               | 20                              | 9                               | 6                               | 6                               | 1                               | *US: Oro       | Born in the U.S.A.               |
| 1985 | Santa Claus Is Coming to Town | —                               | 47                              | —                               | —                               | —                               | 6                               | —                               | —                               | —                               | —                               | —                               | 9                               | —                               | —                               | —                               | *US: Oro       | solo singolo                     |
| 1986 | War                           | —                               | 38                              | —                               | —                               | 27                              | 2                               | 10                              | 8                               | 2                               | —                               | 4                               | 18                              | 8                               | 4                               | —                               |                | Live/1975-85                     |
| 1987 | Fire                          | —                               | 82                              | —                               | —                               | —                               | 18                              | —                               | 22                              | —                               | —                               | 17                              | 54                              | 46                              | 14                              | —                               |                | Live/1975-85                     |
| 1987 | Born to Run (live)            | —                               | —                               | —                               | —                               | —                               | 9                               | —                               | 91                              | —                               | —                               | —                               | 16                              | —                               | —                               | —                               |                | Live/1975-85                     |
| 1987 | Brilliant Disguise            | —                               | 17                              | —                               | 16                              | 38                              | 2                               | 9                               | 15                              | 1                               | —                               | 3                               | 20                              | 5                               | 1                               | 5                               |                | Tunnel of Love                   |
| 1987 | Tunnel of love                | —                               | 41                              | —                               | —                               | —                               | 22                              | —                               | 39                              | —                               | —                               | —                               | 45                              | 9                               | 1                               | —                               |                | Tunnel of Love                   |
| 1988 | One Step Up                   | —                               | 67                              | —                               | —                               | —                               | —                               | —                               | 44                              | —                               | —                               | —                               | —                               | 13                              | 2                               | —                               |                | Tunnel of Love                   |
| 1988 | Tougher Than the Rest         | 11                              | 35                              | —                               | 3                               | 25                              | 10                              | 22                              | 17                              | —                               | —                               | —                               | 13                              | —                               | —                               | —                               |                | Tunnel of Love                   |
| 1988 | Spare Parts                   | —                               | 57                              | —                               | —                               | —                               | 12                              | 15                              | 78                              | —                               | —                               | 16                              | 32                              | —                               | 28                              | —                               |                | Tunnel of Love                   |
| 1992 | Human Touch                   | 19                              | 17                              | —                               | 4                               | 15                              | 4                               | 1                               | 3                               | 1                               | —                               | 4                               | 11                              | 16                              | 1                               | 8                               |                | Human Touch                      |
| 1992 | 57 Channels (And Nothin' On)  | —                               | —                               | —                               | —                               | —                               | 26                              | 19                              | 39                              | 9                               | —                               | 32                              | 32                              | 68                              | 6                               | —                               |                | Human Touch                      |
| 1992 | Better Days                   | 39                              | 64                              | —                               | —                               | —                               | 25                              | 2                               | 29                              | —                               | —                               | 23                              | 34                              | 16                              | 2                               | —                               |                | Lucky Town                       |
| 1992 | Leap of Faith                 | —                               | —                               | —                               | —                               | —                               | —                               | 16                              | 38                              | —                               | —                               | 23                              | 46                              | —                               | 28                              | —                               |                | Lucky Town                       |
| 1993 | Lucky Town                    | —                               | —                               | —                               | —                               | —                               | —                               | —                               | —                               | —                               | —                               | —                               | 48                              | —                               | —                               | —                               |                | MTV Unplugged                    |
| 1994 | Streets of Philadelphia       | 2                               | 4                               | —                               | 1                               | 1                               | 1                               | 1                               | 5                               | 1                               | —                               | 3                               | 2                               | 9                               | 25                              | 3                               | *US: Oro       | Philadelphia colonna sonora      |
| 1995 | Murder Incorporated           | —                               | —                               | —                               | —                               | —                               | —                               | —                               | —                               | —                               | —                               | —                               | —                               | —                               | 14                              | —                               |                | Greatest Hits                    |
| 1995 | Hungry Heart (riedizione)     | —                               | —                               | —                               | —                               | 62                              | —                               | —                               | 46                              | —                               | —                               | —                               | 28                              | —                               | —                               | —                               |                | Greatest Hits                    |
| 1996 | The Ghost of Tom Joad         | —                               | —                               | —                               | —                               | —                               | —                               | —                               | —                               | —                               | —                               | —                               | 26                              | —                               | —                               | —                               |                | The Ghost of Tom Joad            |
| 1997 | Secret Garden                 | —                               | 9                               | —                               | —                               | 66                              | 14                              | 23                              | 29                              | —                               | —                               | —                               | 44                              | 19                              | —                               | 5                               |                | Jerry Maguire colonna sonora     |
| 1998 | Sad Eyes                      | —                               | —                               | —                               | —                               | —                               | —                               | —                               | 14                              | —                               | —                               | 54                              | —                               | —                               | —                               | —                               |                | Tracks                           |
| 2002 | The Rising                    | 56                              | —                               | —                               | 63                              | 39                              | —                               | 6                               | 39                              | 5                               | —                               | 10                              | 94                              | 52                              | 24                              | 26                              |                | The Rising                       |
| 2002 | Lonesome Day                  | —                               | —                               | —                               | —                               | —                               | 92                              | 13                              | 51                              | —                               | —                               | 47                              | 39                              | —                               | —                               | —                               |                | The Rising                       |
| 2003 | Waitin' on a Sunny Day        | —                               | —                               | —                               | —                               | 85                              | —                               | —                               | 46                              | —                               | —                               | 15                              | —                               | —                               | —                               | —                               |                | The Rising                       |
| 2005 | Devils & Dust                 | —                               | —                               | —                               | —                               | —                               | —                               | —                               | —                               | —                               | —                               | —                               | —                               | 72                              | —                               | —                               |                | Devils & Dust                    |
| 2005 | All the Way Home              | —                               | —                               | —                               | —                               | —                               | —                               | —                               | —                               | —                               | —                               | —                               | —                               | —                               | —                               | —                               |                | Devils & Dust                    |
| 2007 | Radio Nowhere                 | 90                              | —                               | —                               | 83                              | 24                              | 2                               | —                               | —                               | 2                               | —                               | 60                              | 96                              | 102                             | —                               | —                               |                | Magic                            |
| 2007 | Girls in Their Summer Clothes | —                               | —                               | —                               | —                               | —                               | —                               | —                               | —                               | —                               | —                               | —                               | —                               | 95                              | 27                              | —                               |                | Magic                            |
| 2008 | Working on a Dream            | —                               | —                               | —                               | 31                              | —                               | —                               | 26                              | 65                              | 9                               | —                               | 37                              | 195                             | 95                              | 35                              | —                               |                | Working on a Dream               |
| 2008 | My Lucky Day                  | —                               | —                               | —                               | —                               | —                               | —                               | —                               | —                               | —                               | —                               | —                               | —                               | —                               | 37                              | —                               |                | Working on a Dream               |
| 2008 | The Wrestler (singolo)        | —                               | —                               | —                               | —                               | —                               | 40                              | —                               | 56                              | 14                              | —                               | 19                              | 93                              | 120                             | —                               | —                               |                | Working on a Dream               |
| 2010 | Save my Love                  | —                               | —                               | —                               | —                               | —                               | —                               | —                               | —                               | —                               | —                               | —                               | —                               | —                               | —                               | —                               |                | The Promise                      |
| 2012 | We Take Care Of Our Own       | —                               | —                               | —                               | —                               | —                               | —                               | —                               | —                               | —                               | —                               | —                               | —                               | —                               | —                               | —                               |                | Wrecking Ball                    |
| 2014 | High Hopes                    | —                               | —                               | —                               | —                               | —                               | 65                              | —                               | —                               | —                               | —                               | —                               | 167                             | —                               | —                               | —                               |                | High Hopes                       |
| 2025 | Land of Hope and Dreams       |                                 |                                 |                                 |                                 |                                 |                                 |                                 |                                 |                                 |                                 |                                 |                                 |                                 |                                 |                                 |                |                                  |
| "—" indica che il singolo non è entrato in classifica in quel paese; "ND" indica che i dati non sono disponibili |                               |                                 |                                 |                                 |                                 |                                 |                                 |                                 |                                 |                                 |                                 |                                 |                                 |                                 |                                 |                                 |                |                                  |

## Videografia

### Album video
| Anno | Titolo | Massima pos. in classifica | Massima pos. in classifica | Certificazioni |
| Anno | Titolo | UK                         | US                         | Certificazioni |
| --- | --- | -------------------------- | -------------------------- | -------------- |
| 1989 | Video Anthology/1978-88 - Pubblicazione: 31 gennaio 1989 - Etichetta: Columbia Records                                | —                          | —                          |                |
| 1992 | In Concert MTV Plugged - Pubblicazione: 15 dicembre 1992 - Etichetta: Columbia Records                                | —                          | —                          |                |
| 1996 | Blood Brothers - Pubblicazione: 3 marzo 1996 - Etichetta: Columbia Music Video                                        | —                          | —                          |                |
| 2001 | The Complete Video Anthology/1978-2000 - Pubblicazione 16 gennaio 2001 - Etichetta: Columbia Records                  | —                          | —                          |                |
| 2001 | Live in New York City - Pubblicazione 6 novembre 2001 - Etichetta: Columbia Records                                   | —                          | —                          |                |
| 2003 | Live in Barcelona - Pubblicazione: 18 novembre 2003 - Etichetta: Columbia Records                                     | —                          | —                          |                |
| 2005 | VH1 Storytellers - Pubblicazione: 6 settembre 2005 - Etichetta: Columbia Records                                      | —                          | —                          |                |
| 2005 | Wings for Wheels - Pubblicazione: 14 novembre 2005 - Etichetta: Columbia Records                                      | —                          | —                          |                |
| 2005 | Hammersmith Odeon London '75 - Pubblicazione: 14 novembre 2005 - Etichetta: Columbia Records                          | —                          | —                          |                |
| 2007 | Bruce Springsteen with the Sessions Band: Live in Dublin - Pubblicazione: 5 giugno 2007 - Etichetta: Columbia Records | —                          | —                          |                |
| 2009 | Working on a Dream. The Sessions DVD - Pubblicazione: 29 gennaio 2009 - Etichetta: Columbia Records                   | —                          | —                          |                |
| 2010 | London Calling: Live in Hyde Park - Pubblicazione: 22 giugno 2010 - Etichetta: Columbia Records                       | —                          | —                          |                |
| 2011 | The Promise. The Making of Darkness on the Edge of Town - Pubblicazione: 3 maggio 2011 - Etichetta: Columbia Records  | —                          | —                          |                |
| 2013 | Springsteen & I - Pubblicazione: 22 luglio 2013 - Etichetta: Columbia Records                                         | —                          | —                          |                |
| 2014 | Born in the U.S.A. Live: London 2013 - Pubblicazione: 14 gennaio 2014 - Etichetta: Columbia Records                   | —                          | —                          |                |
| 2014 | A MusiCares Tribute to Bruce Springsteen - Pubblicazione: 25 marzo 2014 - Etichetta: Columbia Records                 | —                          | —                          |                |
| 2014 | Bruce Springsteen's High Hopes - Pubblicazione: 4 aprile 2014 - Etichetta: HBO                                        | —                          | —                          |                |
| 2014 | High Hopes in South Africa - Pubblicazione: 10 maggio 2014 - Etichetta: Sony Music Netherlands                        | —                          | —                          |                |
| 2014 | Hunter of Invisible Game - Pubblicazione: 9 luglio 2014 - Etichetta: www.brucespringsteen.net                         | —                          | —                          |                |
| "—" indica che l'album non è entrato in classifica in quel paese; "ND" indica che i dati non sono disponibili | |                            |                            |                |

### Video musicali
| Anno | Titolo                                     | Regista           |
| ---- | ------------------------------------------ | ----------------- |
| 1984 | Dancing in the Dark                        | Brian DePalma     |
| 1984 | Born in the U.S.A.                         | John Sayles       |
| 1985 | I'm on Fire                                | John Sayles       |
| 1985 | Glory Days                                 | John Sayles       |
| 1985 | My Hometown                                | Arthur Rosato     |
| 1986 | War                                        | Arthur Rosato     |
| 1987 | Born to Run (Version 1)                    | Arthur Rosato     |
| 1987 | Brilliant Disguise                         | Meiert Avis       |
| 1987 | Tunnel of Love                             | Meiert Avis       |
| 1988 | Born to Run (Version 2)                    | Meiert Avis       |
| 1988 | One Step Up                                | Meiert Avis       |
| 1988 | Tougher Than the Rest                      | Meiert Avis       |
| 1988 | Spare Parts                                | Carol Dodds       |
| 1992 | Human Touch                                | Meiert Avis       |
| 1992 | Better Days                                | Meiert Avis       |
| 1992 | 57 Channels (And Nothin' On)               | Adam Bernstein    |
| 1992 | Leap of Faith                              | Meiert Avis       |
| 1994 | Streets of Philadelphia                    | Jonathan Demme    |
| 1995 | Murder Incorporated                        | Jonathan Demme    |
| 1995 | Thunder Road                               | Milton Lage       |
| 1995 | Secret Garden                              | Peter Care        |
| 1995 | Hungry Heart                               | The Torpedo Twins |
| 1996 | Dead Man Walkin'                           | Tim Robbins       |
| 1996 | The Ghost of Tom Joad                      | Arnold Levine     |
| 2000 | Highway Patrolman                          | Sean Penn         |
| 2000 | If I Should fall Behind                    | Jonathan Demme    |
| 2002 | Lonesome Day                               | Mark Pellington   |
| 2002 | Waitin' on a Sunny Day                     | Chris Hilson      |
| 2005 | Devils & Dust                              | Danny Clinch      |
| 2006 | Pay Me My Money Down                       | Thom Zimny        |
| 2006 | O Mary don't you weep                      | Thom Zimny        |
| 2006 | American Land                              | Chris Hilson      |
| 2007 | Radio Nowhere                              | Thom Zimny        |
| 2007 | Long Walk Home                             | Thom Zimny        |
| 2008 | Girls in Their Summer Clothes (Winter Mix) | Mark Pellington   |
| 2008 | A Night with the Jersey Devil              |                   |
| 2008 | Working on a Dream                         |                   |
| 2008 | My Lucky Day                               |                   |
| 2008 | Life Itself                                |                   |
| 2009 | The Wrestler                               |                   |
| 2010 | Save My Love                               |                   |
| 2010 | Ain't Good Enough For You                  |                   |
| 2012 | We Take Care of Our Own                    | Thom Zimny        |
| 2012 | Death to My Hometown                       |                   |
| 2019 | Hello Sunshine                             | lyrics video      |
| 2019 | There Goes My Miracle                      | lyrics video      |
| 2019 | Tucson Train                               | Thom Zimny        |

## Collaborazioni e partecipazioni
- 1976 – Southside Johnny and the Asbury Jukes, I Don't Want to Go Home, LP, Epic Records PE 34180, prodotto da Steven Van Zandt, autore di The Fever e You Mean So Much to Me
- 1977 – Ronnie Spector & the E Street Band, Say Goodbye to Hollywood / Baby Please Don't Go, 45gg, Epic Records 8-50374, non accreditato, appare come membro della E Street Band
- 1978 – The Dictators, Bloodbrothers, CD, Asylum Records 6E-147, coro in Faster and Louder
- 1978 – Robert Gordon with Link Wray, Fresh Fish Special, LP, Private Stock PS 7008, non accreditato, pianoforte in Fire[114]
- 1978 – Lou Reed, Street Hassle, Arista Records AB 4169, non accreditato, voce recitante in Street Hassle/Slipaway[114]
- 1979 – AA.VV., No Nukes, LP (triplo), Asylum Records ML-801, come Bruce Springsteen & The E-Street Band; canta Stay insieme a Jackson Browne e Detroit Medley con la E Street Band
- 1980 – Graham Parker, The Up Escalator, LP, Stiff Records SEEZ 23, voce in Endless Night
- 1981 – Gary U.S. Bonds, Dedication, LP, EMI America SO-17051, prodotto da Bruce Springsteen e Steve Van Zandt con la partecipazione della E Street Band
- 1981 – AA.VV., In Harmony 2, LP, Columbia Records PC 37641, contiene una versione dal vivo del 1975 di Santa Claus Is Coming to Town attribuita al solo Springsteen
- 1982 – Donna Summer, Donna Summer, LP, Geffen Records GHS 2005, autore, chitarra in Protection
- 1982 – Gary U.S. Bonds, On the Line, LP, EMI America SO-17068, prodotto da Bruce Springsteen e Steve Van Zandt con la partecipazione della E Street Band
- 1982 – Little Steven & the Disciples of Soul, Men Without Women, LP, EMI America SN 16401
- 1983 – Clarence Clemons and the Red Bank Rockers, Rescue, LP, Columbia Records 38933, chitarra e cori, autore di Savin' Up
- 1983 – AA.VV., The Muse Concert. No Nukes, LaserDisc, CBS/Fox Video 7065-80, come Bruce Springsteen & The E-Street Band; canta Thunder Road, The River e Quarter to Three con la E Street Band
- 1985 – USA for Africa, We Are the World, CD, Columbia Records 824 822-2, voce in We Are the World; nell'album è presente il brano Trapped registrato dal vivo ed eseguito con la E Street Band
- 1985 – Artists United Against Apartheid, Sun City, CD, Manhattan Records 4XT 53019, voce in Sun City composta da Steven Van Zandt
- 1986 – Jersey Artists for Mankind, We Got the Love/Save Love, Save Life, 45gg, Arista Records 108 258, prodotto da Garry Tallent, partecipano Bruce Springsteen, Clarence Clemons, Nils Lofgren, Max Weinberg, Ernest Carter
- 1987 – Little Steven, Freedom - No Compromise, CD, Manhattan Records CDP-7-46678-2, voce in Native American
- 1987 – AA.VV., A Very Special Christmas, LP, A&M Records Nassau Coliseum, contiene una versione dal vivo del 1980 di Merry Christmas Baby attribuita a Bruce Springsteen & the E Street Band
- 1988 – AA.VV., Folkways: A Vision Shared, LP, Columbia Records OC 44034, tributo a Woody Guthrie e a Leadbelly, contiene due canzoni interpretate da Springsteen con la partecipazione dei membri della E Street Band
- 1989 – The Epidemics, Eye Catcher, CD, Lollipop Records LP-1, armonica in Up to You
- 1989 – Roy Orbison and Friends, A Black and White Night Live, CD, Virgin Records 91295-2, voce e chitarra
- 1990 – AA.VV., The Last Temptation of Elvis, CD (doppio), New Musical Express NME CD 038/039, tributo a Elvis Presley, canta Viva Las Vegas
- 1990 – AA.VV., Harry Chapin Tribute, LP, Relativity Records 88561-1047-2, tributo a Harry Chapin, canta Remember When the Music
- 1991 – AA.VV., United Artists for the Poet (Bob Dylan 30th Anniversary), CD, Columbia Records COL 468275 2, tributo a Bob Dylan pubblicato in Italia; contiene una versione dal vivo di Chimes of Freedom
- 1991 – John Prine, The Missing Years, CD, Oh Boy Records OBR-009CD, voce in Take a Look at My Heart
- 1991 – Southside Johnny and the Asbury Jukes, Better Days, CD, Impact Records CDP 745025-2, prodotto da Steven Van Zandt, voce in It's Been a Long Time e All the Way Home
- 1991 – Nils Lofgren, Silver Lining, CD, Rykodisc RCD 10170, voce in Valentine
- 1993 – Patti Scialfa, Rumble Doll, CD, Columbia Records CK 44223, chitarra e tastiere in Big Black Heaven e Talk to Me Like the Rain
- 1994 – AA.VV., A Tribute to Curtis Mayfield, CD, Warner Bros. Records 9 45500-2, tributo a Curtis Mayfield, canta Gypsy Woman
- 1995 – Joe Grushecky & The Houserockers, American Babylon, CD, Razor & Tie RT 2820, chitarra, armonica a bocca, mandolino, produttore, co-autore di Dark and Bloody Ground e Homestead
- 1995 – Joe Ely, Letter to Laredo, CD, MCA Records MCAD-1 1 222, voce in All Just to Get to You e I'm a Thousand Miles from Home
- 1995 – Elliot Murphy, Selling the Gold, CD, Deja Disc DJD 3224, voce in Everything I Do (Leads Me Back to You)
- 1996 – AA.VV., The Concert for the Rock and Roll Hall of Fame, CD (doppio), Columbia Records C2K 67477, contiene la registrazione del concerto per l'inaugurazione del museo della Rock and Roll Hall of Fame con la partecipazione di Bruce Springsteen & the E Street Band; esegue Shake, Rattle and Roll e Great Balls of Fire e Whole Lotta Shakin' Goin' On con Jerry Lee Lewis
- 1999 – Joe Grushecky & The Houserockers, Down the Road Apiece - Live, CD, Schoolhouse Records SHR0009-2, voce e chitarra in Talking to the King, Pumping Iron, Down the Road Apiece
- 1999 – Mike Ness, Cheating at Solitaire, CD, Time Bomb Recordings 70930-43524-2, voce e chitarra in Misery Loves Company
- 2000 – AA.VV., 'Til We Outnumber 'Em (The Songs of Woody Guthrie), CD, Righteous Babe Records RBR019-D, tributo a Woody Guthrie, canta Riding in My Car, Plane Wreck at Los Gatos (Deporte), coro in Hard Travelin' Hootenanny
- 2000 – John W. Harding, Awake, CD, Appleseed Recordings APR 1040, cori in Miss Fortune
- 2000 – Emmylou Harris, Red Dirt Girl, CD, Nonesuch Records 79616-2, voce e armonica in Tragedy con Patti Scialfa
- 2002 – AA.VV., Kindred Spirits. A Tribute to the Songs ff Johnny Cash, CD, Lucky Dog Records Sony Music CK 86310, tributo a Johnny Cash, canta Give My Love to Rose
- 2002 – Marah, Floath Away with the Friday Night Gods, CD, Artemis Records 751 126-2, voce e chitarra in Float Away
- 2003 – Soozie Tyrell, White Lines, CD, Treasure Records VLT15167, chitarra in White Lines, voce e chitarra in Ste. Genevieve
- 2003 – Warren Zevon, The Wind, CD, Artemis Records ATM-CD-51156, voce e chitarra in Disorder in the House, voce in Prison Grove
- 2004 – AA.VV., Enjoy Every Sandwich: The Songs of Warren Zevon, CD, Artemis Records 51581, tributo a Warren Zevon, contiene My Ride's Here  interpretata da Springsteen con la partecipazione dei membri della E Street Band
- 2004 – Gary U.S. Bonds, Back in 20, CD, M.C. Records MC 0052, voce e chitarra in Can't Teach an Old Dog New Tricks
- 2004 – Clarence Clemons Temple of Soul, Live In Asbury Park Vol. II, CD, Valley Entertainment 2-VLT-15179, chitarra e voce in Raise Your Hand
- 2004 – Patti Scialfa, 23rd Street Lullaby, CD, Columbia Records CK 90371, chitarra e tastiere in You Can't Go Back, City Boys e Love (Stand Up)
- 2006 – Joe Grushecky, A Good Life, CD, Schoolhouse Records SHR0035-2, voce e chitarra in Code of Silence, Is She the One, A Good Life e Serching for my Soul
- 2006 – Jerry Lee Lewis, Last Man Standing - The Duets, CD, Artists First AFT-20001-2, voce in Pink Cadillac
- 2006 – Sam Moore, Overnight Sensational, CD, Rhino Records R2 77618, voce in Better to Have and Not Need
- 2007 – Patti Scialfa, Play It As It Lays, CD, Columbia Records 88697 11293 2, organo in Play Around e Play It As It Lays
- 2007 – AA.VV., We All Love Ennio Morricone, CD, Sony Classical 88697-06590-2, tributo a Ennio Morricone, chitarra in Once Upon a Time in the West
- 2007 – Jesse Malin, Glitter in the Gutter, CD, Adeline Records ADN 30036-2, voce in Broken Radio
- 2009 – Rosanne Cash, The List, CD, Manhattan Records 509996 96576 2 7, voce in Sea of Heartbreak
- 2009 – John Fogerty, The Blue Ridge Rangers Rides Again, CD, Verve Forecast 0602527143262, voce in When Will I Be Loved
- 2009 – Joe Grushecky & The Houserockers, East Carson Street, CD, Schoolhouse Records SHR0040-2, co-autore, voce e chitarra in Another Thin Line, chitarra in East Carson Street e Broken Wheels
- 2009 – Bernie Williams, Moving Forward, CD, Reform Records RFM-61217, voce e chitarra acustica Glory Days con Patti Scialfa
- 2009 – Lisa Lowell, Beautiful Behavior, CD, Madame Boo Boo Music, chitarra in Moulin Rouge
- 2010 – Ray Davies, See My friends, CD, Universal 2752942, voce e chitarra in Better Things
- 2010 – Alejandro Escovedo, Street Songs of Love, CD, Fantasy Records FAN-31922-02, voce in Faith
- 2011 – Dropkick Murphys, Going Out in Style, CD, Born & Bred Records DKM2-529895, voce in Peg o'My Heart
- 2011 – Stewart Francke, Heartless World, CD, Blue Boundary Records BB 0111, voce in Summer Soldier (Holler If Ya Hear Me)
- 2011 – AA.VV., Every Mother Counts, CD, Starbucks Entertainment STC-31809-02, cori in Children's Song interpretata da Patti Scialfa
- 2012 – Jimmy Fallon, Blow Your Pants Off, CD, Warner Bros. Records 530826-1, voce in Neil Young Sings 'Whip My Hair'
- 2012 – Pete Seeger & Lorre Wyatt, A More Perfect Union, CD, Appleseed Recordings APR CD 1130, voce in God's Counting on Me God's Counting on You
- 2013 – AA.VV., 12-12-12: The Concert for Sandy Relief, CD (doppio), Columbia Records 88765448892, canta Land of Hope and Dreams e Wrecking Ball con la E Street Band
- 2014 – Dropkick Murphys, Rose Tatoo, 45gg, Born & Bred Records, voce in Rose Tatoo, singolo 7" a tiratura limitata per beneficenza
- 2016 - AA.VV., The Musical Mojo Of Dr. John Celebrating Mac And His Music, 2 cd + dvd + blueray, voce in duetto con Dr. John in Right Place Wrong Time
- 2014 – AA.VV., Looking Into You. A Tribute to Jackson Browne, CD (doppio), Music Road Records MRR CD 018, tributo a Jackson Browne, canta Linda Paloma con Patti Scialfa
- 2020 – Dion, Blues with Friends, CD, Keeping The Blues Alive KTBA61080, chitarra in Hymn to Him con i cori di Patti Scialfa
- 2021 – The Killers, Dustland, download digitale, voce; nuova versione della canzone A Dustland Fairytale del 2009
- 2021 - Tom Morello, The Atlas Underground Fire, cd voce in duetto con Eddie Wedder nella canzone Highway To Hell
- 2021 - Little Steven And The Disciples Of Soul, Summer Of Sorcery Live! At The Beacon Theatre, 3 cd, cori in Sun City
- 2021 - John Mellecamp, Strictly A One-eyed Jack, cd, cori e chitarra in tutto il disco, duetti con John Mellecamp nelle seguenti 3 canzoni: Wasted Days, Did You Say Such A Thing e A Life Full Of Rain
- 2021 - Bleachers, Take The Sadness Out Of Saturday Night, cd, voce nella canzone Chinatown
- 2021 – Dion, Stamping Ground, CD, Keeping The Blues Alive, chitarra in Angel in the Alleyways con i cori di Patti Scialfa
- 2021 – John Mellencamp, Wasted Days, CD, chitarra e voce

## Brani presenti in colonne sonore
- 1987 – Light of Day, canzone inedita per il film La luce del giorno (Light of Day) di Paul Schrader, cantata da Joan Jett e Michael J. Fox
- 1993 – Streets of Philadelphia, dal film Philadelphia di Jonathan Demme, vincitrice del premio come miglior canzone ai Premi Oscar 1994
- 1995 – Missing, canzone inedita tratta da Tre giorni per la verità (The Crossing Guard) di Sean Penn
- 1996 – Secret Garden, tratta da Jerry Maguire di Cameron Crowe
- 1996 – Dead Man Walkin', dalla colonna sonora di Dead Man Walking - Condannato a morte (Dead Man Walking) di Tim Robbins, candidata all'Oscar alla migliore canzone ai Premi Oscar 1996
- 1999 – Lift Me Up, brano inedito dal film Limbo di John Sayles
- 2002 – The Fuse, presente nella colonna sonora della pellicola La 25ª ora (25th Hour) di Spike Lee
- 2008 – The Wrestler, dall'omonimo film The Wrestler di Darren Aronofsky
- 2019 – I'll Stand by You Always, canzone inedita nel film Blinded by the Light - Travolto dalla musica di Gurinder Chadha. La colonna sonora del film contiene altre canzoni del repertorio di Springsteen
- 2023 – Addicted to Romance, canzone inedita nella colonna sonora del film She Came to Me di Rebecca Miller

## Discografia non ufficiale
Bruce Springsteen è stato uno degli artisti rock più interessato dal fenomeno dei dischi pirata (o bootleg) sin dalla fine degli anni settanta. Il successo ottenuto dalla sua tournée del 1978, la grande fama che ottennero i suoi concerti, il fatto che alcuni di questi furono all'epoca registrati professionalmente, favorirono la pubblicazione e la diffusione di dischi non ufficiali contenenti registrazioni delle sue esibizioni live. Inoltre, proprio nei concerti del 1978, Springsteen inserì più o meno stabilmente nella sua scaletta un certo numero di canzoni scartate dal lunghissimo elenco di quelle che avrebbero dovuto far parte dell'album Darkness on the Edge of Town. Alcune di queste vennero poi recuperate nel successivo album, ma altre, tra le quali le famose Because the Night, Fire e The Promise, rimasero inedite per anni pur diventando punti fissi dei suoi concerti. Ciò rese molto ricercate le registrazioni dal vivo che le contenevano, insieme al gran numero di cover di classici del rock 'n' roll e del rhythm 'n' blues che Springsteen e la sua band offrivano al pubblico negli interminabili encore dei concerti.
Altro elemento che favorì una larga diffusione di dischi pirata di Springteen fu la gran quantità di canzoni che il cantautore e la sua band registravano, magari solo abbozzate, durante la produzione degli album in studio. Il caso più noto è ancora quello di Darkness on the Edge of Town, disco pubblicato nel 1978 per il quale si contano una settantina di canzoni tra le quali fu poi scelta la scaletta finale. La più nota è probabilmente The Promise, canzone che inizialmente doveva dare il titolo all'album, ma che poi fu scartata. Una gran quantità di materiale registrato durante le registrazioni di Darkness comparve su dischi non ufficiali nel corso degli anni. Altrettanto ricercate erano le versioni in studio di canzoni come Because the Night e Fire o la più vecchia The Fever, risalente alla metà degli anni settanta, tutte note per essere state registrate da altri artisti e suonate stabilmente da Springsteen dal vivo.
La quasi totalità dei suoi concerti del Darkness Tour del 1978 fu negli anni resa disponibile in forma di bootleg e ben cinque di questi furono registrati in modo professionale per essere trasmessi alla radio.
Uno dei più celebri è quello registrato il 7 luglio al Roxy Theatre di West Hollywood. Per l'occasione il concerto fu trasmesso in diretta dalla stazione radio KMET e le registrazioni furono poi distribuite su dischi illegali (uno dei titoli più comuni utilizzato per tali dischi fu Roxy Night). Consapevole del fatto che il concerto sarebbe stato trasmesso alla radio, prima di iniziare la seconda parte del concerto, Springsteen introdusse l'inedita Paradise by the C con una frase divenuta celebre:
(Bruce Springsteen, introduzione a Paradise by the C, 7 luglio 1978)
Le registrazioni del concerto al Roxy furono poi in parte utilizzate nel 1986 per Live/1975-85, il primo disco dal vivo ufficiale di Springsteen per la Columbia Records.
Ancora più celebre divenne il disco contenente parte del concerto tenuto al Winterland di San Francisco la sera del 15 dicembre. Live in the Promised Land è considerato il disco pirata "per eccellenza" e, dopo innumerevoli ristampe su vinile e su CD, avrebbe venduto circa 100 000 copie.
Non meno noti sono i concerti tenuti a Passaic nel New Jersey in tre serate tra il 19 e il 21 settembre 1978. Il concerto della prima sera fu distribuito in un disco pirata intitolato Pièce de résistance (o in altre versioni Passaic Night) che contende, secondo alcuni, la palma di bootleg più famoso della storia a Live in the Promised Land. Le registrazioni audio erano tecnicamente di gran qualità e inoltre i concerti furono ripresi con il sistema di telecamere in bianco e nero della sala, riprese di qualità non eccelsa, ma che divennero ricercatissime per essere una delle poche testimonianze filmate di quella celebre tournée (divennero ampiamente disponibili con l'avvento di internet e dei siti di video sharing).
Springsteen si dimostrò all'inizio abbastanza accondiscendente con la pratica di realizzare bootleg dei suoi concerti, tanto che si trovò in disaccordo con la sua casa discografica e la RIAA quando queste fecero causa a due presunti pirati discografici che finirono anche in carcere. Anche durante il concerto del 15 dicembre al Winterland il cantautore sembrò incoraggiare i bootlegers presentando Racing in the Street e sembrò quasi voler immortalare il momento approfittando della loro presenza.
Cambiò idea in seguito quando la quantità e la qualità dei dischi pirata iniziò a diventare un fenomeno non trascurabile e travalicò i confini della ristretta cerchia dei suoi fan più incalliti. Ma soprattutto quando iniziarono a circolare bootleg contenenti materiale registrato in studio. Non tanto per i risvolti economici, ma soprattutto per quelli artistici. Il fenomeno però si intensificò soprattutto negli anni ottanta con l'introduzione del formato CD.
La pratica di distribuire dischi non ufficiali delle esibizioni dal vivo di Springsteen non accennò a diminuire nemmeno con la pubblicazione del gigantesco quintuplo dal vivo Live/1975-85 nel 1986 e con i dischi ufficiali successivi. Negli anni novanta Springsteen pubblicò le raccolte di materiale inedito Tracks e 18 Tracks, contenenti una gran mole di registrazioni, B side e scarti, in precedenza disponibili solo tramite bootleg. Si dovette però attendere l'uscita del doppio The Promise nel 2010 per veder pubblicate gran parte delle canzoni scartate da Darkness on the Edge of Town che avevano contribuito alla realizzazione di innumerevoli album non ufficiali che si autoproclamavano "il vero Darkness". Nella versione in cofanetto di The Promise è presente anche un DVD con il film di un intero concerto della celebre tournée del 1978, atteso da molti anni dai fan più incalliti di Springsteen.

## Tributi
- 1995 – For You: A Tribute to Bruce Springsteen, CD, Totem Sony Music Italia
- 1997 – One Step Up, Two Steps Back: The Songs of Bruce Springsteen, CD, The Right Stuff EMI 7243 8 59780 2 9
- 2000 – Badlands: A Tribute to Bruce Springsteen's Nebraska, CD, Sub Pop SPCD 525
- 2001 – Graziano Romani, Soul Crusader: The Songs of Bruce Springsteen, CD
- 2003 – Light of Day: A Tribute to Bruce Springsteen, CD (doppio), Schoolhouse Records CDCLOD
- 2010 – For You 2: A Tribute to Bruce Springsteen, CD (doppio), Route 61 Sony Music Italia